# Pavučnjak
Pavučnjak je vesnice v Chorvatsku v Záhřebské župě. Je součástí opčiny města Samobor, od něhož se nachází 13 km jihovýchodně. V roce 2011 zde žilo 518 obyvatel.
Pavučnjak se dělí na dvě části – západní část leží u bývalé župní cesty Ž3056 (dnes silnice bez klasifikace), zatímco východní část leží u státní silnice D1. Vesnice se skládá z několika osad, mezi něž patří Beduri, Botički, Buti, Kirini, Mokrice, Palčići, Sluki, Šilobodec a Terihaj.

## Sousední sídla
| Růžice kompasu | Drežnik Podokićki       | Galgovo   | Rakov Potok     | Růžice kompasu |
| Růžice kompasu | Petkov Breg Klinča Sela | Sever     | Horvati         | Růžice kompasu |
| Růžice kompasu | Petkov Breg Klinča Sela | Pavučnjak | Horvati         | Růžice kompasu |
| Růžice kompasu | Petkov Breg Klinča Sela | Jih       | Horvati         | Růžice kompasu |
| Růžice kompasu | Donja Zdenčina          |           | Gornja Zdenčina | Růžice kompasu |